# 4358 Lynn
A 4358 Lynn (ideiglenes jelöléssel A909 TF) a Naprendszer kisbolygóövében található aszteroida. Cowell, P. H. fedezte fel 1909. október 5-én.